# サウン・ガウ

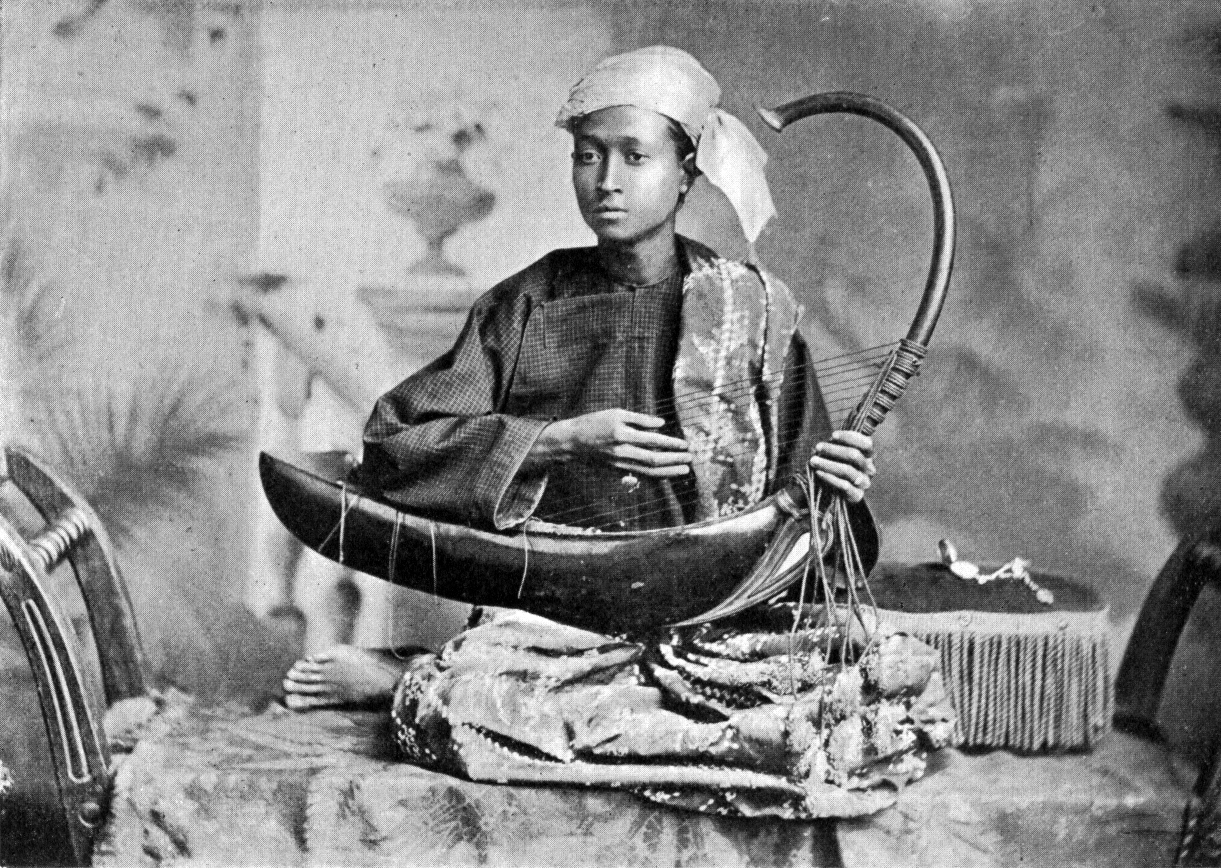
サウン・ガウの演奏風景。1900年

サウン・ガウ（saung-gauk）とは、ビルマ（ミャンマー）で用いられる民族楽器。単にサウン（saung）とも呼ばれる。現地語で「曲がった琴」を意味しており、ボートのような湾曲した形状に特徴がある。
古代インドの影響を受けた楽器とされる。既に、古代の仏教に関するレリーフに描かれており、その後も歴代王朝の宮廷音楽などで用いられた。絹糸で作られた16本の弦を右手で弾き、左手で音階の調整を行う。日本では竹山道雄の小説『ビルマの竪琴』に登場したことでも知られる。